# 大宰府
大宰府是日本在7世紀時設立管理九州地區的行政機關，設於筑前國（位於現在的福岡縣太宰府市），大宰府下設有大宰帥一職負責所有事務，其下還設有大宰權帥及大宰大貳兩位副手。

## 歷史
前身為大和王權於536年在博多港設置的「那津官家」，之後改稱筑紫大宰。663年日本在朝鮮半島的白江口之战大敗後，為了預防中國趁勢進攻日本，在對馬島、壹岐島及九州的筑紫地區設立防衛據點，並在今日太宰府市設置大宰府，作為九州及周邊區域的軍事指揮中心，筑紫大宰的職責轉移至大宰府，廳舍則保留接待使臣、外國商人和國防基地的功能，仍置於博多港，即日後的鴻臚館。
在8世紀之後，大宰府的功能從原本的軍事目的，變成日本的外交窗口與管轄全九州的地方行政機關，但也因為遠離朝廷，成為中央流放官員的地方。
大宰府一直到12世紀都是九州地區的政治中心，當時中國、朝鮮和日本接觸時，都是以大宰府作為涉外窗口，同時也是接待渡來人的地方。12世紀鎌倉幕府成立後，由於日本朝廷的勢力衰退，政局由武家所掌控，大宰府失去功能，約在12世紀中時停止運作。
在文獻中最初名為「大宰府」，但在8世紀奈良時代之後的文獻開始出現「太宰府」的名稱，此後「太宰府」使用比例逐漸增加，到了近代的地名中就完全只採「太宰府」的用法。現今「大宰府」的用法僅使用於表示這歷史的機關。

## 大宰府政廳
大宰府政廳遺址位於四王寺山南側，通稱為「都府樓跡」；共可分為三個時期的建築，包括：
- 第1期：屬於7世紀後半至8世紀初；為大宰府政廳初建時期建築。
- 第2期：屬於8世紀初至10世紀中葉；為朝堂院形式建築。（規模：東西111.6公尺、南北188.4公尺）
- 第3期：屬於10世紀中葉至12世紀；為擴充的朝堂院形式建築。

## 西之都
在大宰府旁被認為同時也有依里坊制規劃的城市街道，在當時日本的規模僅次於平城京，因此也被稱為「西之都」。

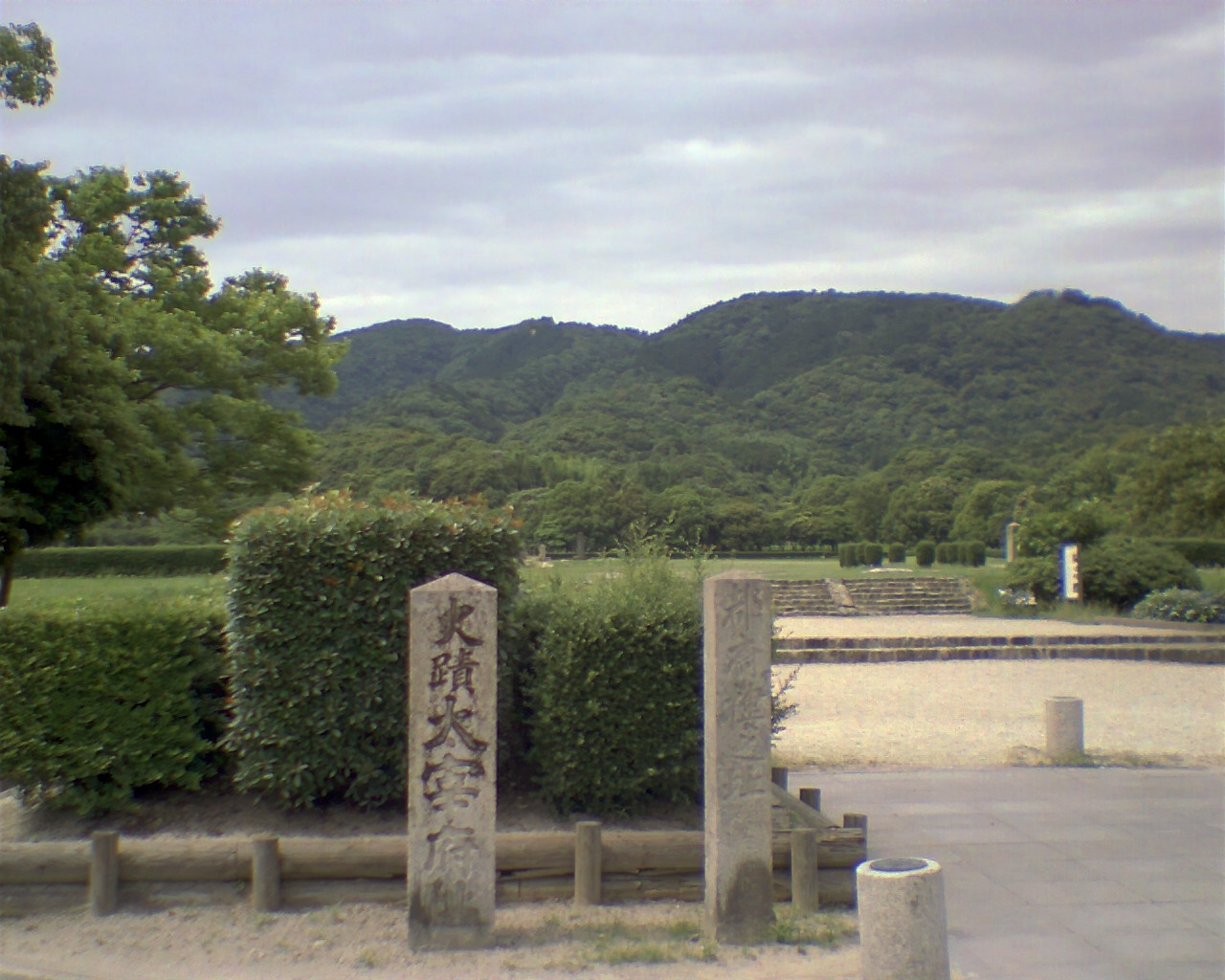
大宰府政廳遺跡(都府楼跡)
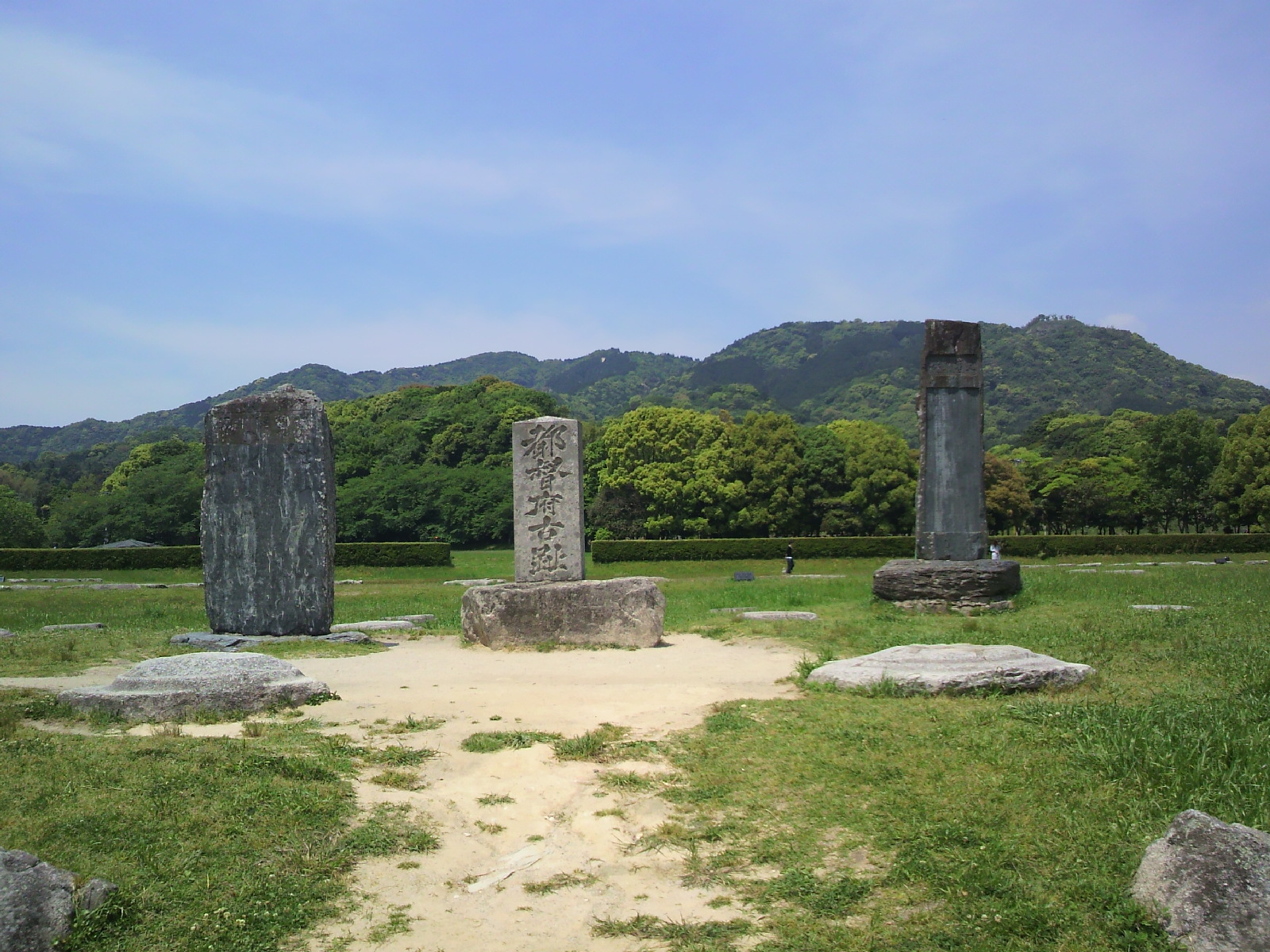
大宰府遺跡（都府楼跡）
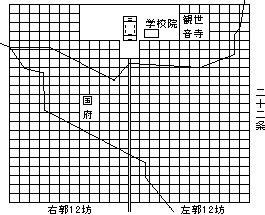
大宰府街道推測圖

## 外部連結
- （繁體中文） 日本遺產太宰府（页面存档备份，存于）
- （简体中文） 日本遺產太宰府（页面存档备份，存于）
- （日語） 古都大宰府保存協會（页面存档备份，存于）